# Hypecoum littorale
Hypecoum littorale är en vallmoväxtart som beskrevs av Franz Xaver von Wulfen. Hypecoum littorale ingår i släktet fjärilsrökar, och familjen vallmoväxter. Inga underarter finns listade i Catalogue of Life.